# چرتو لوملینا
چرتو لوملینا (به ایتالیایی: Ceretto Lomellina) یک کومونه در ایتالیا است که در استان پاویا واقع شده‌است.

## خصوصیات
چرتو لوملینا ۷٫۴ کیلومترمربع مساحت و ۲۲۸ نفر جمعیت دارد.